# Epicauta ventralis
Epicauta ventralis är en skalbaggsart som beskrevs av Werner 1945. Epicauta ventralis ingår i släktet Epicauta och familjen oljebaggar. Inga underarter finns listade i Catalogue of Life.